# Cortinco
I Cortinco sono un'importante famiglia toscana del Medioevo, trapiantata in Corsica nel X secolo. Ha dato il lignaggio ai Cortinchi, signori nel nord-est, la cosiddetta Banda di Dentro. Sarebbe generata dalla stirpe degli Obertenghi.

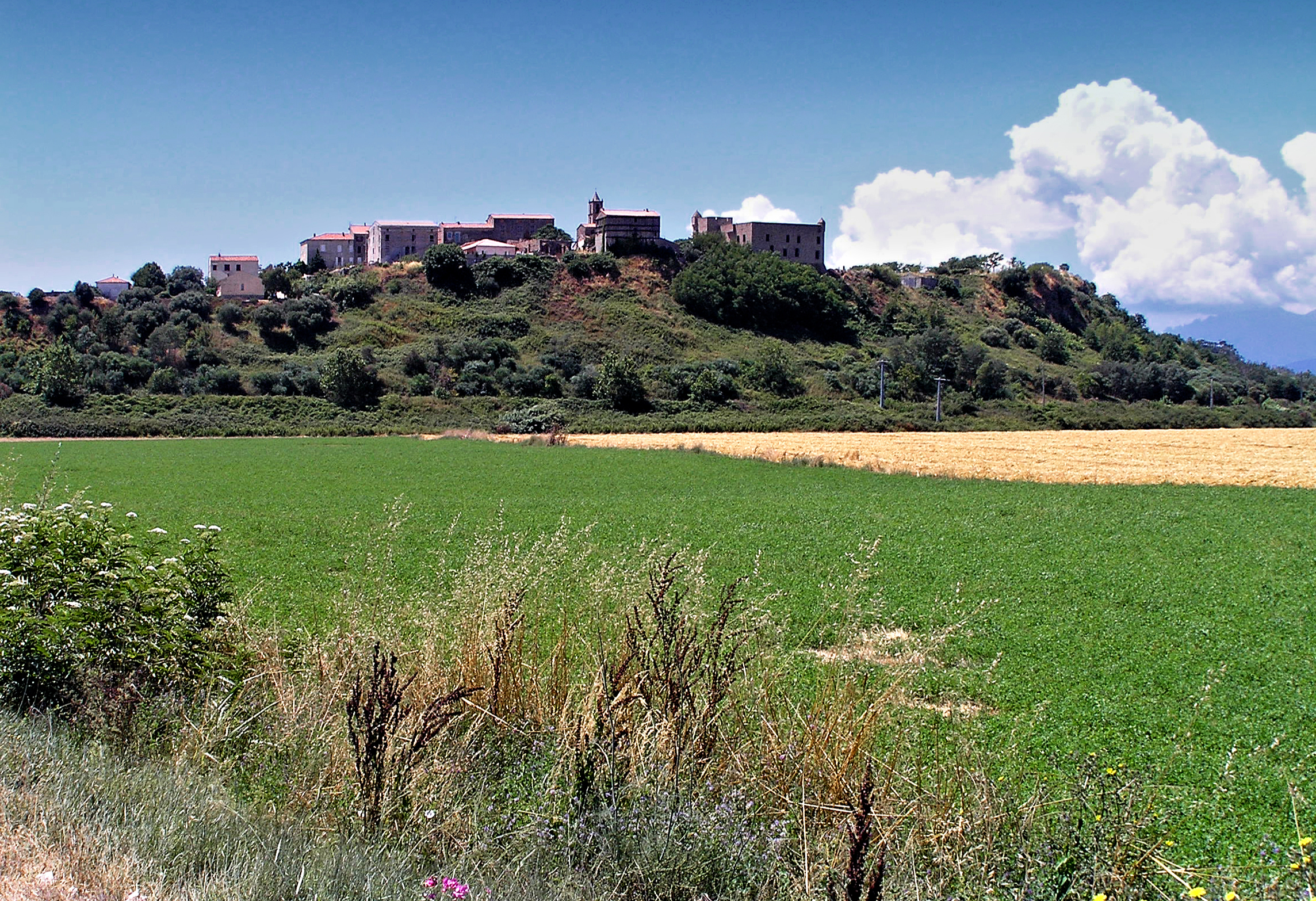
Aleria

## Origine deiCortinchi
Nel X secolo, Guglielmo marchese di Cortona in Toscana, si impiantò in Corsica, grazie allo zio nominato vescovo di Aleria. Egli diede i natali alla famiglia Cortinco. Poco dopo l'anno mille, si appropriò della giurisdizione, della quale il conte Arrigo I Colonna (detto "Arrigo bel Messer") gli aveva affidato il governo. I suoi discendenti diffusero la "Signoria di Cortinco" che inglobava la Castagniccia, con le pievi di Casinca e fino alla pieve di Venaco. Il primo rappresentante di questa famiglia appare nella prima documentazione scritta del XV secolo, Guido, figlio di Ansaldo. Nel giuramento di fedeltà prestato al comune di Genova l'11 Novembre 1289, appare un Ugono Cortinco di "Petra'Ellerata". che è a capo del lignaggio e della signoria; il castello di Petralerata è detenuto da suo figlio e nipote - il figlio di sua sorella - che si qualificano castellani e gerentes vices suas di Ugono.